# Alta Definición Extrema
Alta Definición Extrema, o XHD (por sus siglas en inglés: eXtreme High Definition), es un término acuñado por Nvidia y Dell en el CES 2006 para enfatizar el jugar con ordenadores a mayor resolución que las resoluciones habituales de Alta definición. Fue creado cómo término promocional del sistema Quad SLI de Nvidia. y la pantalla 3007WFP de Dell.
Según Nvidia esto se consigue con una o dos conexiones DVI enlazadas. Este mayor ancho de banda permite a las tarjetas conseguir una resolución máxima de 2560x1600. Las resoluciones 1920x1200 y 1680x1050 también son clasificadas cómo XHD, aunque no cumplen la publicidad 4x1080i (cuádruple que 1080i) / 2x1080p (doble que 1080p) anunciados en la página oficial. (ver: NVIDIA's Extreme HD Site)